# Vlag van Chiapas

Vlag van Chiapas (ratio 4:7)

De niet-officiële vlag van Chiapas toont het wapen van Chiapas centraal op een witte achtergrond, waarbij de hoogte-breedteverhouding van de vlag net als die van de Mexicaanse vlag 4:7 is.
Net als de meeste andere staten van Mexico heeft Chiapas geen officiële vlag, maar wordt de hier rechts afgebeelde vlag op niet-officiële wijze gebruikt.

## Historische vlaggen

Vlag van de provincie Chiapas (1820-1838).
Vlag van de Soconusco (1838-1842).
Vlag van Chiapas (1999).